# Міністерство юстиції США
Міністерство юстиції Сполучених Штатів (англ. United States Department of Justice, Justice Department) — департамент федерального уряду США, призначений для забезпечення виконання законів і здійснення правосуддя. Еквівалент міністерств внутрішніх справ і юстиції, а також прокуратури в інших країнах. Очолюється Генеральним прокурором США. З 11 березня 2021 року посаду обіймає Меррік Гарланд.